# Biagio Bartalini
Biagio Bartalini (1750–1822) va ser un metge i botànic italià que va néixer a Torrita di Siena.
De 1782 a 1822 va ser director del jardí botànic de Siena, i de 1815-19 president de l'Accademia dei Fisiocritici. El 1786 va ocupar la càtedra de ciències naturals de la Universitat de Siena.
El 1776 Bartalini publicà elCatalogo delle Piante dei dintorni di Siena, aquesta obra va ser una de les primeres a utilitzar el sistema de taxonomia de Linné a Itàlia.
La seva signatura abreujada com a botànic és Bartal.